# Mrgashat
Mrgashat (en arménien Մրգաշատ ; anciennement Gechrli) est une communauté rurale du marz d'Armavir, en Arménie. Elle compte 6 381 habitants en 2009.